# Lengenbachita
La lengenbachita es un mineral de la clase de los minerales sulfuros. Fue descubierta en 1904 en la mina Lengenbach quarry de la comuna de Binn, en el cantón del Valais (Suiza), siendo el nombre por el de la mina en donde se encontró.

## Características químicas
Químicamente es un complejo sulfuro-arseniuro de plomo, plata y cobre.
Además de los elementos de su fórmula, suele llevar como impurezas: hierro y antimonio, que le pueden dar iridiscencias.

## Formación y yacimientos
Es un mineral de formación secundaria que tiene un origen hidrotermal. 
Suele encontrarse asociado a otros minerales como: pirita, esfalerita o jordanita.